# Јован Дука (севастократор)
Јован Дука (грчки: Ἰωάννης Δούκας; око 1125/7 - око 1200) је био византијски севастократор. Био је син панхиперсеваста Константина Анђела, оснивача династије Анђела и Теодоре Комнине Анђелине, ћерке цара Алексија I Комнина. Као војсковођа је служио Алексијевог унука Манојла I Комнина, а такође и свог нећака Исака I Комнина од кога је добио титулу севастократора. Зачетник је линије Комнин-Дука која је створила Епирску деспотовину након Четвртог крсташког рата.

## Биографија
Јован Дука је био најстарији син оснивача династије Анђел, Константина Анђела, панхиперсеваста Филаделфије. Мајка му је била Теодора Комнина Анђелина, седмо дете византијског цара Алексија I Комнина (1081-1118) и Ирине Дукине. Теодора и Константин имали су четири сина и три кћери од којих су два Јован и Андроник (отац будућих царева Исака II и Алексија III) више користили презиме своје бабе, Дука, од очевог презимена. Датум Јовановог рођења је непознат. Једини податак о његовим годинама је из 1185. године који казује да је тада био старац. Генеолог династије Комнин, Константин Варзас, ставио је датум рођења Јована у период између 1125. и 1127. године.
Јован Дука се у изворима први пут појављује марта 1166. године када, заједно са својом браћом, учествује у црквеном сабору на коме се расправљало о реченици Исуса Христа "Отац је већи од Мене". Године 1176. заједно са својим млађим братом Андроником Јован учествује у кампањи против Иконијског султаната која је завршена катастрофалним поразом Византинаца у бици код Мириокефалона. У бици је од цара Манојла I Комнина (1143-1180) добио задатак да потисне Турке који су опколили византијску војску и гађали је стрелама. У борби није имао успеха.
Као и већина чланова његове породице и Јован је током тиранске владавине Андроника I Комнина (1182-1185) био приморан да положи заклетву верности новом цару. Ипак, 11. септембра 1185. године, када је његов нећак Исак II Анђел убио Андроникову десну руку, Стефана Хагиохристофорита и потражио уточиште у Аја Софији, Јован и његов најстарији син Исак су се држали по страни плашећи се цареве одмазде. Наредног дана су се прикључили устанку у коме је Андроник збачен са власти и Исак постављен на престо.
Успех његовог нећака довео је до тога да Јован буде примљен у редове византијске аристократије и понесе титулу севастократора. Упркос поодмаклој животној доби, Јован је био активан као војсковођа током владавине Исака Анђела. Никита Хонијат пише како је Јован био на двору у Кипсали током норманске инвазије на Солун 1185. године. Постоје вести да је Јован Дука ошамарио Јована Асена приликом његовог посланства пред византијским царем што је довело до избијања бугарске побуне и стварања Другог бугарског царства. Јован је 1186. године преузео команду над византијском војском која је кренула да угуши побуну. Иако, према Никити Хонијату, није био способан војсковођа, Јован је успео да задржи побуњенике. Убрзо га је Исак сменио јер је сумњао да учествује у завери да га збаци са престола. Команда је поверена Јовану Кантакузину. Јован је 1191. године пратио свог нећака у још једном походу против бугарских побуњеника. Кампања је завршена потпуним неуспехом, али је Јован извукао своје трупе без великих губитака. Исте године учествује на сабору на коме је прихваћена оставка цариградског патријарха Доситеја. У документима је забележен као припадник уже цареве породице.
Ипак, Исак Анђел је сумњао да је Јован учествовао у завери Алексија Вране из 1186. или 1187. године. Ћерка Алексија Вране, која се вероватно звала Евдокија, била је удата за Јовановог најстаријег сина Исака. Не зна се да ли је Јован заиста учествовао у завери. Исак је априла 1195. године збачен са власти од стране свог нећака, Алексија Анђела. Јован је подржао његов долазак на власт и учествовао је у церемонији крунисања. Последњи пут у изворима, Јован се помиње 1199. године када је смрт оба Алексијева сина, Андроника и Исака, отворила питање наслеђа византијског престола. Како Алексије није имао мушких потомака, Јован Дука се надао престолу те се посвађао са једним од његових нећака, Манојлом Камицом. Јован је вероватно убрзо и умро, око 1200. године у веома поодмаклој животној доби за своје време.

## Потомство
Нејасно је да ли се Јован женио једном или два пута. Познато је име само једне Јованове жене, Зоје Дукине. Она је била ћерка Константина Дуке и Ане Дукине. Уколико је био ожењен два пута, његова прва жена умрла је пре 1165. године. Други брак склопљен је око 1170. године. Јован Дука је имао осморо деце од којих су петорица били синови. Могуђе је да су прва двојица била из првог брака, док су остали сигурно били из брака са Зојом Дукином.
- Исак Анђел (око 1155—1203), ожењен ћерком Алексија Вране, Евдокијом. Вероватно је убијен током Четвртог крсташког рата[15].
- Алексије Комнин Дука (рођен око 1160), ослепео га Анроник I. Поверена му је кампања против Исака Комнина Кипарског 1187. године, али је заробљен од стране Исака и сицилијанског адмирала Маргарита од Бриндизија[16].
- Теодор Комнин Дука (око 1180/5 - после 1253), ожењен Маријом Петралифеном. Од 1215. године епирски деспот и солунски цар (после 1227). Заробљен од стране Бугара у бици на Клокотници 1230. године. Ослободио се 1237. године када је заузео Солун. Умро је као заробљеник никејског цара[17].[18]
- Манојло Дука (око 1186/8 - 1241), деспот, владар Солуна (1230-1237) и Тесалије (1239-1241)[19][20].
- Константин Комнин Дука (око 1172 - око 1242), деспот, владар Акарнаније и Етолије[21][22].
- ћерка непознатог имена, могуће Теодора (рођена око 1178), удата за Михаила Кантакузина[23].
- ћерка непознатог имена, могуће Ирина (рођена око 1180/88), управљала Крфом после 1237. године у име свог брата Манојла[24].
- ћерка непознатог имена, могуће Ана (рођена око 1190), удата за Матију Орсинија, византијског управника Кефалоније[25].
- Михаило I Комнин Дука (око 1170 - око 1215), копиле, оснивач Епирске деспотовине, владао до своје смрти[26][27].

## Породично стабло
|  |                                      |  |  |  |  |  |  |  |  |  |  |  |  |  |  |  |
|  | 4. Манојло Анђел                     |  |  |  |  |  |  |  |  |  |  |  |  |  |  |  |
|  |                                      |  |  |  |  |  |  |  |  |  |  |  |  |  |  |  |
|  |                                      |  |  |  |  |  |  |  |  |  |  |  |  |  |  |  |
|  | 2. Константин Анђел                  |  |  |  |  |  |  |  |  |  |  |  |  |  |  |  |
|  |                                      |  |  |  |  |  |  |  |  |  |  |  |  |  |  |  |
|  |                                      |  |  |  |  |  |  |  |  |  |  |  |  |  |  |  |
|  | 1. Андроник Дука Анђел               |  |  |  |  |  |  |  |  |  |  |  |  |  |  |  |
|  |                                      |  |  |  |  |  |  |  |  |  |  |  |  |  |  |  |
|  |                                      |  |  |  |  |  |  |  |  |  |  |  |  |  |  |  |
|  | 24. Манојло Еротик Комнин патрикије  |  |  |  |  |  |  |  |  |  |  |  |  |  |  |  |
|  |                                      |  |  |  |  |  |  |  |  |  |  |  |  |  |  |  |
|  |                                      |  |  |  |  |  |  |  |  |  |  |  |  |  |  |  |
|  | 12. Јован Комнин доместик схола      |  |  |  |  |  |  |  |  |  |  |  |  |  |  |  |
|  |                                      |  |  |  |  |  |  |  |  |  |  |  |  |  |  |  |
|  |                                      |  |  |  |  |  |  |  |  |  |  |  |  |  |  |  |
|  | 6. Алексије I Комнин цар (1081–1118) |  |  |  |  |  |  |  |  |  |  |  |  |  |  |  |
|  |                                      |  |  |  |  |  |  |  |  |  |  |  |  |  |  |  |
|  |                                      |  |  |  |  |  |  |  |  |  |  |  |  |  |  |  |
|  | 26. Алексије Харон                   |  |  |  |  |  |  |  |  |  |  |  |  |  |  |  |
|  |                                      |  |  |  |  |  |  |  |  |  |  |  |  |  |  |  |
|  |                                      |  |  |  |  |  |  |  |  |  |  |  |  |  |  |  |
|  | 13. Ана Даласина                     |  |  |  |  |  |  |  |  |  |  |  |  |  |  |  |
|  |                                      |  |  |  |  |  |  |  |  |  |  |  |  |  |  |  |
|  |                                      |  |  |  |  |  |  |  |  |  |  |  |  |  |  |  |
|  | 27. Хадријана Даласин                |  |  |  |  |  |  |  |  |  |  |  |  |  |  |  |
|  |                                      |  |  |  |  |  |  |  |  |  |  |  |  |  |  |  |
|  |                                      |  |  |  |  |  |  |  |  |  |  |  |  |  |  |  |
|  | 3. Теодора Комнина Анђелина          |  |  |  |  |  |  |  |  |  |  |  |  |  |  |  |
|  |                                      |  |  |  |  |  |  |  |  |  |  |  |  |  |  |  |
|  |                                      |  |  |  |  |  |  |  |  |  |  |  |  |  |  |  |
|  | 28. Јован Дука цезар                 |  |  |  |  |  |  |  |  |  |  |  |  |  |  |  |
|  |                                      |  |  |  |  |  |  |  |  |  |  |  |  |  |  |  |
|  |                                      |  |  |  |  |  |  |  |  |  |  |  |  |  |  |  |
|  | 14. Андроник доместик схола          |  |  |  |  |  |  |  |  |  |  |  |  |  |  |  |
|  |                                      |  |  |  |  |  |  |  |  |  |  |  |  |  |  |  |
|  |                                      |  |  |  |  |  |  |  |  |  |  |  |  |  |  |  |
|  | 29. Ирина Пегонитиса                 |  |  |  |  |  |  |  |  |  |  |  |  |  |  |  |
|  |                                      |  |  |  |  |  |  |  |  |  |  |  |  |  |  |  |
|  |                                      |  |  |  |  |  |  |  |  |  |  |  |  |  |  |  |
|  | 7. Ирина Дукина                      |  |  |  |  |  |  |  |  |  |  |  |  |  |  |  |
|  |                                      |  |  |  |  |  |  |  |  |  |  |  |  |  |  |  |
|  |                                      |  |  |  |  |  |  |  |  |  |  |  |  |  |  |  |
|  | 15. Марија Бугарска                  |  |  |  |  |  |  |  |  |  |  |  |  |  |  |  |
|  |                                      |  |  |  |  |  |  |  |  |  |  |  |  |  |  |  |
|  |                                      |  |  |  |  |  |  |  |  |  |  |  |  |  |  |  |